# Constellations (revista)
Constellations: An International Journal of Critical and Democratic Theory é uma revista acadêmica de teoria crítica e democrática, sucessora da revista Praxis International. Constellations é um periódico revisado por pares e de publicação trimestral. É editada por Andrew Arato, Amy Allen e Andreas Kalyvas. Seyla Benhabib é uma ex-editora cofundadora e Nancy Fraser uma ex-coeditora.